# Sébastien René

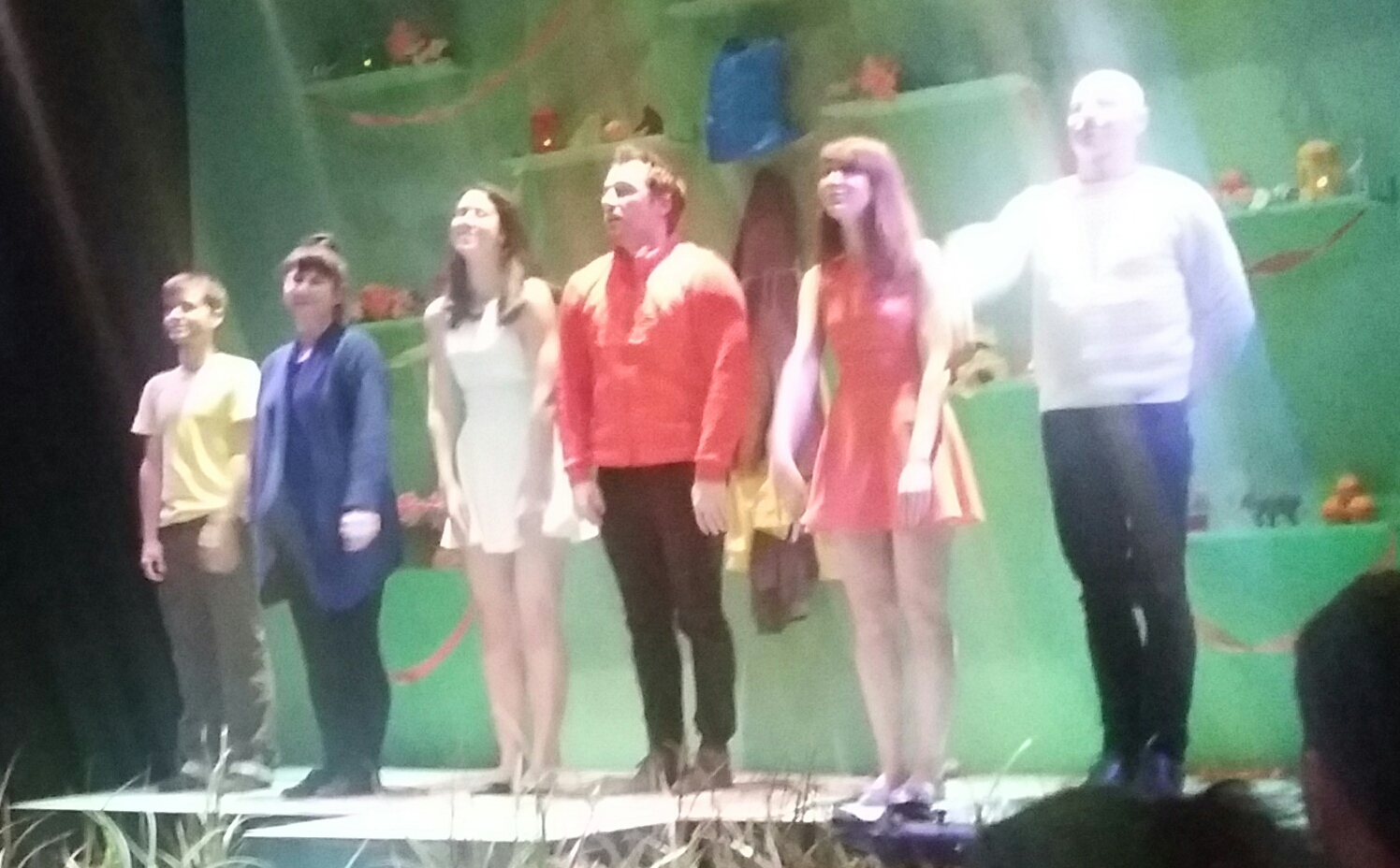
Sébastien René dans Un animal (mort) au Théâtre d'Aujourd'hui.

Sébastien René est un acteur québécois remarqué dans son interprétation du rôle d'un jeune handicapé dans le film Starbuck et dans sa version anglo-saxonne.

## Biographie
Sébastien René est un acteur canadien, finissant de l'école nationale de théâtre en 2006. Son physique juvénille l'enmène à incarner des personnages surprenants, souvent de jeunes enfants ou du moins, des personnages plus jeunes que son âge. D'une grande polyvalence, on lui offre des rôles très différents de ceux des comédiens de sa génération,,.
Son profil lui permet d'incarner un Harold convaincant dans la pièce Harold et Maude sans avoir à se transformer physiquement.

## Théâtre
- 2024 Membrane, Mise en scène: Cédric Delorme-Bouchard Prod.: Prospéro
- 2022-23-24 Becoming Chelsea, mise en scène: Éric Jean, Prod.: Les 2 Mondes
- 2022 Le rêveur dans son bain, mise en scène: Hugo Bélanger, Prod.: Théâtre Tout à trac en collaboration avec le TNM
- 2020 The Rise of the Bling Bling, mise en scène : Philippe Boutin, Prod.: Usine C
- 2019 Ici, mise en scène : Gabrielle Lessard, Prod.: Théâtre PAF
- 2018 Le Bizarre incident du chien pendant la nuit, mise en scène: Hugo Bélanger, Prod. : Duceppe
- 2018 Manifeste de la jeune fille, mise en scène : Olivier Choinière, Prod.: L’activité
- 2018 Tom Sawyer, mise en scène : Philippe Robert, Prod. : Théâtre Advienne que Pourra
- 2017 Les Fourberies de Scapin, mise en scène : Carl Béchard, Prod.: Théâtre du Nouveau Monde
- 2017 Harold et Maude, mise en scène : Hugo Bélanger, Prod.: Duceppe
- 2016 Tu dois avoir si froid, mise en scène : Simon Boulerice, Prod. : Maison Théâtre
- 2013 Autopsie d’une napkin, mise en scène : Érika Tremblay, Prod. : Maison Théâtre
- 2012 Le Dindon, mise en scène : Normand Chouinard, Prod. : Théâtre du Nouveau Monde
- 2011 La robe de Gulnara, mise en scène : Jean-Sébastien Ouellet, Prod. : Théâtre I.N.K
- 2011 Les ours dorment enfin, mise en scène : Stéphanie Lépine, Prod. : L’Eldorado Théâtre Public

## Filmographie

### Cinéma
- 2008 : Next Floor
- 2008 : Le Grand Départ de Claude Meunier: vendeur de piscine
- 2011 : Starbuck : Raphaël
- 2013 : Delivery Man : Ryan
- 2022 : Les Tricheurs : Sepp

### Télévision
- 2011-2013 : 1, 2, 3... Géant!: Blou
- 2011-2013 : Dans l'canyon: Jacques Gauthier
- 2013 : Les Beaux Malaises (saison 1,ép.La notoriété)Maxime
- 2014-2016 : Série Noire: Maître Marlin
- 2015 : La Boucle infernale: Theo
- 2016 : La Pratique du loisir au Canada : shaman urbain
- 2018 : Le Jeu
- 2019 : Toute la vie: Vincent
- 2021 : Patrick Senécal raconte: assistant metteur en scène (épisode 2)
- 2022 : L'île Kilucru: Fantomini

### Série web
- 2019: Les Prodiges: Séb (Le gars de son)

## Prix et reconnaissance
- 2014 - Gala des Gémeaux, Nomination dans la catégorie “Meilleur premier rôle masculin : jeunesse” L' Ile de Kilucru - Saison 2 - Épisode 105
- 2021 - Prix de la critique de l’AQCT, Gagnant dans la catégorie ‘‘Meilleur interprète masculin’’ pour Becoming Chelsea
- 2018 - Prix de la critique de l’AQCT, Gagnant dans la catégorie ‘‘Meilleur interprète masculin’’ pour Le bizarre incident du chien pendant la nuit
- 2018 - Prix Duceppe, Gagnant dans la catégorie ‘‘Meilleure interprétation masculine’’ pour Le bizarre incident du chien pendant la nuit
- 2017 - Prix Duceppe, Gagnant dans la catégorie ‘‘Meilleure interprétation masculine’’ pour Harold et Maude
- 2014 - Gala des Gémeaux, Nomination dans la catégorie ‘‘Meilleure interprétation masculine: jeunesse’’ pour 1,2,3 Géant!
- 2013 - Gala des Gémeaux, Nomination dans la catégorie ‘‘Meilleur acteur de soutien: jeunesse’’ pour 1,2,3 Géant!